# Monte Argento
Monte Argento är ett berg i Antarktis. Det ligger i Västantarktis. Argentina, Chile och Storbritannien gör anspråk på området. Toppen på Monte Argento är 1 meter över havet.
Terrängen runt Monte Argento är kuperad åt nordväst. Havet är nära Monte Argento åt sydväst. Trakten är obefolkad. Det finns inga samhällen i närheten. 